# Komet LONEOS
Komet LONEOS ali C/2007 F1  je komet, ki ga je odkril ameriški astronom Brian A. Skiff 19. marca 2007 v okviru programa LONEOS (Lowell Observatory Near Earth Object Search).

## Lastnosti
V oktobru je komet magnitudo 6. To je omogočilo, da so ga opazovalci videli z uporabo binokularjev. Za opazovanje s prostim očesom pa je bil težko viden. Opazovali so ga lahko samo na severni polobli v zahodnem delu neba takoj po zahodu Sonca. Največjo magnitudo okoli 5 je dosegel, ko se je gibal v bližini prisončja. Pozneje (v sredini novembra) so ga videli tudi na južni polobli.
Tirnica kometa je bila hiperbolična .